# Кривицкий, Владислав Анатольевич
Владислав Анатольевич Кривицкий (бел. Уладзіслаў Анатольевіч Крывіцкі; род. 3 июля 1995, Минск) — белорусский футболист, защитник.

## Карьера
Воспитанник футбольного клуба «Минск». Первый тренер — Владимир Григорьевич Кириенко. В 2014 году стал привлекаться к основной команде, но так и не дебютировал за неё.
В марте 2016 года присоединился к столичному «Торпедо» на правах аренды, а уже в июле присоединился к микашевичскому «Граниту».
В первой половине 2018 года выступал за «Энергетик-БГУ». В декабре из-за рецидива травмы приостановил карьеру.
В декабре 2019 года возобновил тренировки с «Энергетиком-БГУ». В апреле 2020 года вошёл в заявку казахстанского клуба «Кыран».
С марта 2020 года по октябрь 2021 года защищал цвета казахстанского клуба «Кыран».
23 февраля 2022 года на правах свободного агента пополнил брестский клуб из высшей лиги Белоруссии «Динамо-Брест».